# Euempheremyia paulensis
Euempheremyia paulensis là một loài ruồi trong họ Tachinidae.